# Episodi di Casualty (settima stagione)
La settima stagione della serie televisiva Casualty è stata trasmessa in anteprima nel Regno Unito da BBC One tra il 12 settembre 1992 e il 27 febbraio 1993.
| nº | Titolo originale         | Titolo italiano | Prima TV UK       | Prima TV Italia |
| -- | ------------------------ | --------------- | ----------------- | --------------- |
| 1  | Rates of Exchange        |                 | 12 settembre 1992 |                 |
| 2  | Cry Wolf                 |                 | 19 settembre 1992 |                 |
| 3  | Body Politic             |                 | 26 settembre 1992 |                 |
| 4  | Will You Still Love Me?  |                 | 3 ottobre 1992    |                 |
| 5  | Cherish                  |                 | 10 ottobre 1992   |                 |
| 6  | Profit and Loss          |                 | 17 ottobre 1992   |                 |
| 7  | One Step Forward         |                 | 24 ottobre 1992   |                 |
| 8  | Body and Soul            |                 | 31 ottobre 1992   |                 |
| 9  | Tender Loving Care       |                 | 7 novembre 1992   |                 |
| 10 | Money Talks              |                 | 14 novembre 1992  |                 |
| 11 | Making Waves             |                 | 21 novembre 1992  |                 |
| 12 | If It Isn't Hurting      |                 | 28 novembre 1992  |                 |
| 13 | Act of Faith             |                 | 5 dicembre 1992   |                 |
| 14 | Point of Principle       |                 | 19 dicembre 1992  |                 |
| 15 | Silent Night             |                 | 24 dicembre 1992  |                 |
| 16 | The Ties That Bind       |                 | 2 gennaio 1993    |                 |
| 17 | Life in the Fast Lane    |                 | 9 gennaio 1993    |                 |
| 18 | Everybody Needs Somebody |                 | 16 gennaio 1993   |                 |
| 19 | Getting Involved         |                 | 23 gennaio 1993   |                 |
| 20 | Divided Loyalties        |                 | 30 gennaio 1993   |                 |
| 21 | Family Matters           |                 | 6 febbraio 1993   |                 |
| 22 | Child's Play             |                 | 13 febbraio 1993  |                 |
| 23 | No Cause for Concern     |                 | 20 febbraio 1993  |                 |
| 24 | Boiling Point            |                 | 27 febbraio 1993  |                 |